# Automate rectifrons
Automate rectifrons is een garnalensoort uit de familie van de Alpheidae. De wetenschappelijke naam van de soort is voor het eerst geldig gepubliceerd in 1972 door Chace.